# 1282 Utopia
Utopia (asteróide 1282) é um asteróide da cintura principal com um diâmetro de 53,07 quilómetros, a 2,7239841 UA. Possui uma excentricidade de 0,1257511 e um período orbital de 2 008,83 dias (5,5 anos).
Utopia tem uma velocidade orbital média de 16,87360983 km/s e uma inclinação de 18,06089º.
Esse asteróide foi descoberto em 17 de Agosto de 1933 por Cyril Jackson.